# Ixyophora aurantiaca
Ixyophora aurantiaca är en orkidéart som först beskrevs av Karlheinz Senghas och Günter Gerlach, och fick sitt nu gällande namn av Robert Louis Dressler. Ixyophora aurantiaca ingår i släktet Ixyophora och familjen orkidéer.
Artens utbredningsområde är Peru. Inga underarter finns listade i Catalogue of Life.